# Scandix tymphaea
Scandix tymphaea är en flockblommig växtart som beskrevs av Friedrich Vierhapper. Scandix tymphaea ingår i släktet nålkörvlar, och familjen flockblommiga växter. Inga underarter finns listade i Catalogue of Life.